# Чоптанк (Меріленд)
Чоптанк (англ. Choptank) — переписна місцевість (CDP) в США, в окрузі Керолайн штату Меріленд. Населення — 126 осіб (2020).

## Географія
Чоптанк розташований за координатами 38°40′56″ пн. ш. 75°56′58″ зх. д. / 38.68222° пн. ш. 75.94944° зх. д. (38.682282, -75.949398).  За даними Бюро перепису населення США в 2010 році переписна місцевість мала площу 0,62 км², уся площа — суходіл.

## Демографія
Згідно з переписом 2010 року, у переписній місцевості мешкало 129 осіб у 54 домогосподарствах у складі 35 родин. Густота населення становила 209 осіб/км².  Було 75 помешкань (122/км²).
Расовий склад населення:
| - 96,1 % — білих - 1,6 % — азіатів |

До двох чи більше рас належало 1,6 %. Частка іспаномовних становила 0,8 % від усіх жителів.
За віковим діапазоном населення розподілялося таким чином: 18,6 % — особи молодші 18 років, 60,5 % — особи у віці 18—64 років, 20,9 % — особи у віці 65 років та старші. Медіана віку мешканця становила 48,5 року. На 100 осіб жіночої статі у переписній місцевості припадало 89,7 чоловіків;  на 100 жінок у віці від 18 років та старших — 105,9 чоловіків також старших 18 років.
Середній дохід на одне домашнє господарство  становив 70 343 долари США (медіана — 59 167), а середній дохід на одну сім'ю — 84 252 долари (медіана — 75 673). За межею бідності перебувало 10,5 % осіб, у тому числі 0,0 % дітей у віці до 18 років та 31,6 % осіб у віці 65 років та старших.
Цивільне працевлаштоване населення становило 123 особи. Основні галузі зайнятості: освіта, охорона здоров'я та соціальна допомога — 55,3 %, виробництво — 8,9 %, роздрібна торгівля — 7,3 %, будівництво — 7,3 %.